# 1677
Évszázadok: 16. század – 17. század – 18. század
Évtizedek: 1620-as évek – 1630-as évek – 1640-es évek – 1650-es évek – 1660-as évek – 1670-es évek – 1680-as évek – 1690-es évek – 1700-as évek – 1710-es évek – 1720-as évek
Évek: 1672 – 1673 – 1674 – 1675 –  1676 – 1677 – 1678 – 1679 – 1680 – 1681 – 1682

## Események

### Határozott dátumú események
- május 27. – I. Apafi Mihály és XIV. Lajos követei, illetve a magyarországi bujdosók aláírják a francia–lengyel–erdélyi „államközi” szerződést Varsóban.[1]
- november 26. – Kassát a császári csapatok elfoglalják és a vezetőket kegyetlenül kivégzik.
- december 27. – Az Odera torkolati Szczecin svéd helyőrsége kapitulál a brandenburgi csapatok előtt. (Svédországnak fel kellett mondania a Jan Sobieskivel kötött augusztusi szövetségét.)

### Határozatlan dátumú események
- Anton van Leeuwenhoek mikroszkóp alatt figyeli meg a hímivarsejteket.
- Párizs lakossága meghaladja a félmilliót

## Az év témái

### 1677 az irodalomban
- január 1. – Először adják elő Jean Racine Phaedra című tragédiáját

## Születések
- január 23. – Forgách Pál, esztergomi kanonok, császári tanácsos († 1746)
- február 4. – Johann Ludwig Bach, német zeneszerző, hegedűs († 1731)
- február 18. – Jacques Cassini francia csillagász († 1756)
- július 2. – Ráday Pál (Ráday I. Pál) II. Rákóczi Ferenc kancellárja, kuruc író, költő, könyvtáralapító († 1733)
- szeptember 17. – Stephen Hales angol botanikus († 1761)
- október 20. – I. Szaniszló, Lengyelország királya és Litvánia nagyhercege, Leszczyńska Mária francia királyné atyja († 1766)

## Halálozások
- február 21. – Baruch Spinoza, holland filozófus (* 1632)
- április 20. – Mathieu Le Nain, francia festőművész (* 1607)
- május 4. – Isaac Barrow, angol matematikus (* 1630)